# 愛知県立岡崎工科高等学校
愛知県立岡崎工科高等学校（あいちけんりつおかざきこうかこうとうがっこう、Aichi Prefectural Okazaki engineering department High School）は、愛知県岡崎市にある公立の工科高等学校。

## 沿革
- 1912年2月 - 私立愛知工芸学校として知立町(現:知立市)に創立。
- 1924年11月 - 現在地に移転、私立岡崎工業学校と改称。
- 1938年3月 - 県に移管、愛知県岡崎工業学校と改称。
- 1945年7月 - 戦災のため校舎を焼失。
- 1948年4月 - 学制改革により愛知県立岡崎工業高等学校と改称、全日制（工業化学科、紡織科、機械科、土木科）、定時制（工業化学科、機械科）。
- 1958年4月 - 電気科設置。
- 1973年4月 - 紡織科を繊維工学科と改称。
- 1974年3月 - 硬式野球部甲子園に出場（第46回選抜高等学校野球大会）。
- 1976年3月 - 硬式野球部甲子園に出場（第48回選抜高等学校野球大会）。
- 1979年8月 - バレー部インターハイに出場。
- 1981年3月 - バレー部選抜全国大会に出場。
- 1982年11月 - 創立70周年記念式典挙行。
- 1985年4月 - 情報技術科設置、繊維工学科1学級減。
- 1989年8月 - 弓道部全国大会に出場。
- 1990年8月 - バレー部インターハイに出場。
- 1992年4月 - 工業化学科を化学工業科と改称。
- 1992年11月 - 創立80周年記念式典挙行。
- 1995年4月 - テキスタイルデザイン科設立（繊維工学科、募集停止）。
- 2002年11月 - 創立90周年記念式典挙行。
- 2005年8月 - 第5回高校生ものづくりコンテスト全国大会電気系電子回路組立部門で優勝（厚生労働大臣賞）。
- 2005年8月 - 第1回若年者ものづくり競技大会電子回路組立、機械製図（CAD）の2職種で第1位（厚生労働大臣賞）。
- 2005年12月 - 全国最多の2級旋盤技能士10名合格。
- 2007年4月 - テキスタイルデザイン科を機械デザイン科に学科改編。
- 2010年8月 - 第5回若年者ものづくり競技大会ロボットソフト組込み職種で第1位及び第3位。
- 2012年11月 - 創立100周年記念式典挙行。
- 2021年4月 - 岡崎工科高等学校に校名変更し、全日制課程で以下の改編を実施 [1]。
  - 環境科学科を新設し、生活コースを設置
  - 情報技術科を情報デザイン科に、土木科を都市工学科に改称
  - 化学工業科を募集停止
  - 機械・電気系および環境デザイン系で括り募集（都市工学科は単科募集）[2]
- 2022年4月 - 生活コースを設置する学科を情報デザイン科にも拡大。

## 教育目標
心身ともに健康で困難に耐え、工業人として必要な知識と技術及び望ましい態度と習慣を身につけ、勤労と責任を重んずる心ゆたかな人間を育成する。

## 校章
創立当時は、星のマークを形どり中央に「工」の文字を入れたもの。星の五角は五常「仁・義・礼・智・信」を意味している。
五常とは人と人との関わりのとき、守らなければならない人のみちを教えたもの。
1924年（大正13年）に岡崎のこの地に移転したとき、この地を「桜ヶ丘」と命名し、校章に桜の花がつけ加えられた。その後、「工」に「高」の文字を更に挿入し、現在に至る。

## 学科

### 機械・電気系
機械科：機械産業界で研究・試作及びメンテナンス（保守・保全）ができるようにハイテク機械技術の基礎・基本を学習し、実力と実践的態度を身につけ明るい未来を担う技術者の育成をしている。
機械デザイン科：機械科の学習に加え、アイデアと創造性豊かな、新製品が開発できる人材の育成を目指している。
電気科：電気そのものを取り扱う技術、電気設備を維持管理するのに必要な計測、制御、通信、情報などを学び、産業社会でなくてはならない電気技術者を育成している。

### 建設系
都市工学科：先端技術の基礎・基本の習得と同時に、実習を重視した実践的な技術を身につけさせ、実社会で夢の持てる土木技術者の育成をしている。

### 環境・デザイン系
環境科学科：環境にやさしい工業製品の品質保証や試験・分析に 関する知識・技術を身に付け、「ＳＤＧｓ未来都市」 である本県のモノづくり産業の発展に貢献できる人 材を育成する。
情報デザイン科では、電子回路の設計や工作及び制御、プログラミング技術、Webデザイン、メディアデザインなどを学習し、情報技術やコンピュータを活用したデザインに関する技術者を育成する。
生活コース（環境科学科・情報デザイン科）では、モノづくり企業で活躍している女性から直接指導 を受けるとともに、全学年を通して生活に関連する科 目を履修し、将来「モノづくり女子」として活躍でき る人材、また男女共同参画の視点から、モノづくりを しながら、仕事と生活を両立できる人材を育成する。

## 校歌・応援歌
- 岡崎工業高等学校校歌
  - 入学式、卒業式、始業式、終業式で歌われる。
- 岡崎工業高等学校応援歌
  - 応援歌は歌われる機会は殆どない。

## 学校行事
学校行事は他の学校に比べ少ない
学期末には生徒会主催のボランティアゴミ拾い活動を行なっている。（学校周辺の地域のゴミを拾うという活動）
- 4月：入学式
- 5月：修学旅行（2年）球技大会（ソフトボール、ソフトバレーボール、卓球）
- 9月：体育大会
- 11月：文化祭（岡工祭）
- 2月：予餞会
- 3月：卒業式

## 部活動
部活動は活発で、硬式野球部は甲子園大会に2回、1988年（昭和63年）に弓道部が全国大会、1990年（平成2年）にバレーボール部が全国大会に出場。近年もバレーボール部と弓道部は東海大会へ出場している。

### 運動部
- 弓道部
- テニス部
- 剣道部
- 柔道部
- 水泳部
- 硬式野球部
- バレーボール部
- 陸上部
- サッカー部
- 卓球部
- ソフトテニス部
- ハンドボール部
- バスケットボール部

### 文化部
- 美術部
- 写真部
- 天文科学部
- 放送部
- 囲碁部
- 化学技術部
- 機械生産部
- 土木部
- 電気生産部
- 電算機部
- イラストレーション部
- 機械デザイン部

## 主な卒業生
- 加藤久仁彦（音楽家、狩人メンバー）
- 稲垣忠美（元プロ野球選手）
- 倉田邦房（元プロ野球選手）
- 大美健二（元プロ野球選手）
- 丹羽一幸（元プロ野球選手）
- 竹内敏信（写真家）
- 天野由加里（レースクイーン、モデル）
- ひろたあきら（お笑い芸人）

## 最寄り駅
- 東海旅客鉄道 東海道本線・愛知環状鉄道 愛知環状鉄道線「岡崎駅」
- 名古屋鉄道 名古屋本線「美合駅」・「男川駅」